# Centroplacus glaucinus
Centroplacus glaucinus ist die einzige Pflanzenart der monotypischen Gattung Centroplacus in der Familie der Centroplacaceae innerhalb der Ordnung der Malpighienartigen (Malpighiales). Diese Art wurde früher in die Familie der Pandaceae eingeordnet. Die nächsten Verwandten sind die Ctenolophonaceae.

## Beschreibung
Centroplacus glaucinus ist ein immergrüner Laubbaum. Die wechselständig und zweizeilig an den Zweigen angeordneten, gestielten Laubblätter sind einfach und haben einen gesägten Blattrand. Nebenblätter sind vorhanden.
Centroplacus glaucinus ist zweihäusig getrenntgeschlechtig (diözisch). In verzweigten zymösen Blütenständen sind viele Blüten zusammengefasst. Die kleinen, radiärsymmetrischen Blüten sind fünfzählig. Die fünf Kelchblätter sind miteinander verwachsen. Die fünf Kronblätter sind frei. In den männlichen Blüten ist nur ein Kreis mit fünf Staubblättern vorhanden. In den weiblichen Blüten sind Staminodien vorhanden und die drei Fruchtblätter sind zu einem synkarpen, oberständigen Fruchtknoten verwachsen; der Griffel ist kurz. Auf der Kapselfrucht sind noch Reste der Kelchblätter vorhanden und sie öffnet sich von der Basis ausgehend.

## Verbreitung
Centroplacus glaucinus stammt aus dem westlich-zentralen tropischen Afrika.